# Campionati europei di atletica leggera indoor 1989 - 60 metri piani maschili
I 60 m piani si sono tenuti il 18 febbraio 1989.

## Risultati

### Batterie
| Pos | Batt. | Nome                 | Nazione             | Tempo | Note |
| --- | ----- | -------------------- | ------------------- | ----- | ---- |
| 1   | 1     | Ezio Madonia         | Italia              | 6.66  | Q    |
| 1   | 2     | Pierfrancesco Pavoni | Italia              | 6.66  | Q    |
| 1   | 3     | Andreas Berger       | Austria             | 6.66  | Q    |
| 4   | 1     | Jiří Hudec           | Cecoslovacchia      | 6.67  | Q    |
| 4   | 2     | Matthias Schlicht    | Germania Ovest      | 6.67  | Q    |
| 6   | 1     | Ronald Desruelles    | Belgio              | 6.68  | Q    |
| 7   | 4     | Antonio Ullo         | Italia              | 6.70  | Q    |
| 8   | 2     | Michael Rosswess     | Gran Bretagna       | 6.71  | Q    |
| 9   | 4     | Mike McFarlane       | Gran Bretagna       | 6.73  | Q    |
| 10  | 3     | Jouni Myllymäki      | Finlandia           | 6.74  | Q    |
| 10  | 4     | Anri Grigorov        | Bulgaria (bandiera) | 6.74  | Q    |
| 12  | 2     | Attila Kovács        | Ungheria            | 6.75  | q    |
| 13  | 2     | José Javier Arqués   | Spagna              | 6.76  | q    |
| 14  | 3     | Vitaliy Savin        | Unione Sovietica    | 6.77  | Q    |
| 15  | 3     | Bruno Marie-Rose     | Francia             | 6.79  | q    |
| 16  | 3     | László Karaffa       | Ungheria            | 6.80  | q    |
| 17  | 2     | Patrick Stevens      | Belgio              | 6.82  |      |
| 18  | 4     | Sándor Utasi         | Ungheria            | 6.83  |      |
| 19  | 2     | Yiannios Zisimides   | Cipro               | 6.84  |      |
| 19  | 3     | Kennet Kjensli       | Norvegia            | 6.84  |      |
| 21  | 4     | Arnaldo Abrantes     | Portogallo          | 6.85  |      |
| 22  | 1     | Luís Cunha           | Portogallo          | 6.92  |      |
| 23  | 4     | Geir Moen            | Norvegia            | 6.99  |      |
| 24  | 3     | Aris Georgiadis      | Cipro               | 7.01  |      |
| 25  | 1     | Baris Özatman        | Turchia             | 7.04  |      |

### Semifinali
Passano in finale i primi 3 e i 2 migliori tempi ripescati
| Pos | Batt. | Nome                 | Nazione             | Tempo | Note |
| --- | ----- | -------------------- | ------------------- | ----- | ---- |
| 1   | 1     | Andreas Berger       | Austria             | 6.58  | Q    |
| 2   | 2     | Antonio Ullo         | Italia              | 6.63  | Q    |
| 3   | 2     | Matthias Schlicht    | Germania Ovest      | 6.64  | Q    |
| 4   | 1     | Michael Rosswess     | Gran Bretagna       | 6.65  | Q    |
| 5   | 1     | Pierfrancesco Pavoni | Italia              | 6.66  | Q    |
| 6   | 1     | Vitaliy Savin        | Unione Sovietica    | 6.67  | q    |
| 6   | 2     | Anri Grigorov        | Bulgaria (bandiera) | 6.67  | Q    |
| 6   | 2     | Ronald Desruelles    | Belgio              | 6.67  | q    |
| 9   | 2     | Ezio Madonia         | Italia              | 6.68  |      |
| 10  | 1     | Jiří Hudec           | Cecoslovacchia      | 6.69  |      |
| 11  | 2     | Mike McFarlane       | Gran Bretagna       | 6.70  |      |
| 12  | 2     | José Javier Arqués   | Spagna              | 6.73  |      |
| 13  | 1     | Attila Kovács        | Ungheria            | 6.75  |      |
| 14  | 1     | Bruno Marie-Rose     | Francia             | 6.78  |      |
| 15  | 1     | Jouni Myllymäki      | Finlandia           | 6.79  |      |
| 16  | 2     | László Karaffa       | Ungheria            | 6.81  |      |

### Finale
| Pos | Corsia | Nome                 | Nazione             | Tempo | Note |
| --- | ------ | -------------------- | ------------------- | ----- | ---- |
| 1   | 4      | Andreas Berger       | Austria             | 6.56  | =NR  |
| 2   | 3      | Matthias Schlicht    | Germania Ovest      | 6.58  |      |
| 3   | 5      | Michael Rosswess     | Gran Bretagna       | 6.59  |      |
| 4   | 7      | Pierfrancesco Pavoni | Italia              | 6.62  |      |
| 5   | 8      | Ronald Desruelles    | Belgio              | 6.66  |      |
| 6   | 6      | Antonio Ullo         | Italia              | 6.68  |      |
| 7   | 1      | Vitaliy Savin        | Unione Sovietica    | 6.68  |      |
| 8   | 2      | Anri Grigorov        | Bulgaria (bandiera) | 6.69  |      |